# Rehe (prowincja)
Rehe (Jehol, Dżehol) – dawna chińska prowincja, istniejąca w latach 1928–1955 w północno-wschodniej części Państwa Środka.
Po rewolucji Xinhai i proklamowaniu w Chinach republiki pozostałe pod władzą rządu w Pekinie tereny mongolskie (tzw. Mongolia Wewnętrzna) podzielono w 1914 roku na trzy specjalne regiony administracyjne: Rehe, Chahar i Suiyuan. W 1928 roku Rehe zostało przekształcone w prowincję. Jej stolicą było Chengde.
W 1933 roku prowincja została zajęta przez armię japońską i włączona do marionetkowego państwa Mandżukuo. Po zakończeniu wojny w 1945 roku powróciła w granice Chin.
W 1955 roku prowincja została zlikwidowana, a jej terytorium podzielono między region autonomiczny Mongolia Wewnętrzna i prowincje Hebei oraz Liaoning.